# Lycaeides shuroabatica
Lycaeides shuroabatica är en fjärilsart som beskrevs av Shchetkin 1963. Lycaeides shuroabatica ingår i släktet Lycaeides och familjen juvelvingar. Inga underarter finns listade i Catalogue of Life.